# Timothy J. O’Donovan
Timothy Joseph O’Donovan (* 4. April 1881 im County Cork; † 28. Juni 1957) war ein irischer Politiker. 
O’Donovan war Landwirt und wurde erstmals bei den Wahlen 1923 für die Farmers’ Party als Teachta Dála (Abgeordneter) in den Dáil Éireann im Wahlkreis Cork West gewählt. Diesen Sitz konnte er halten und bei den Wahlen 1943 letztmals verteidigen. 1932 war er zur National Centre Party und 1933 zur Fine Gael übergetreten. 1944 wurde er über die Landwirtschaftsliste zum Senator in den  Seanad Éireann gewählt. In letzterem war er von 1948 bis 1951 Cathaoirleach.